# Don Paterson

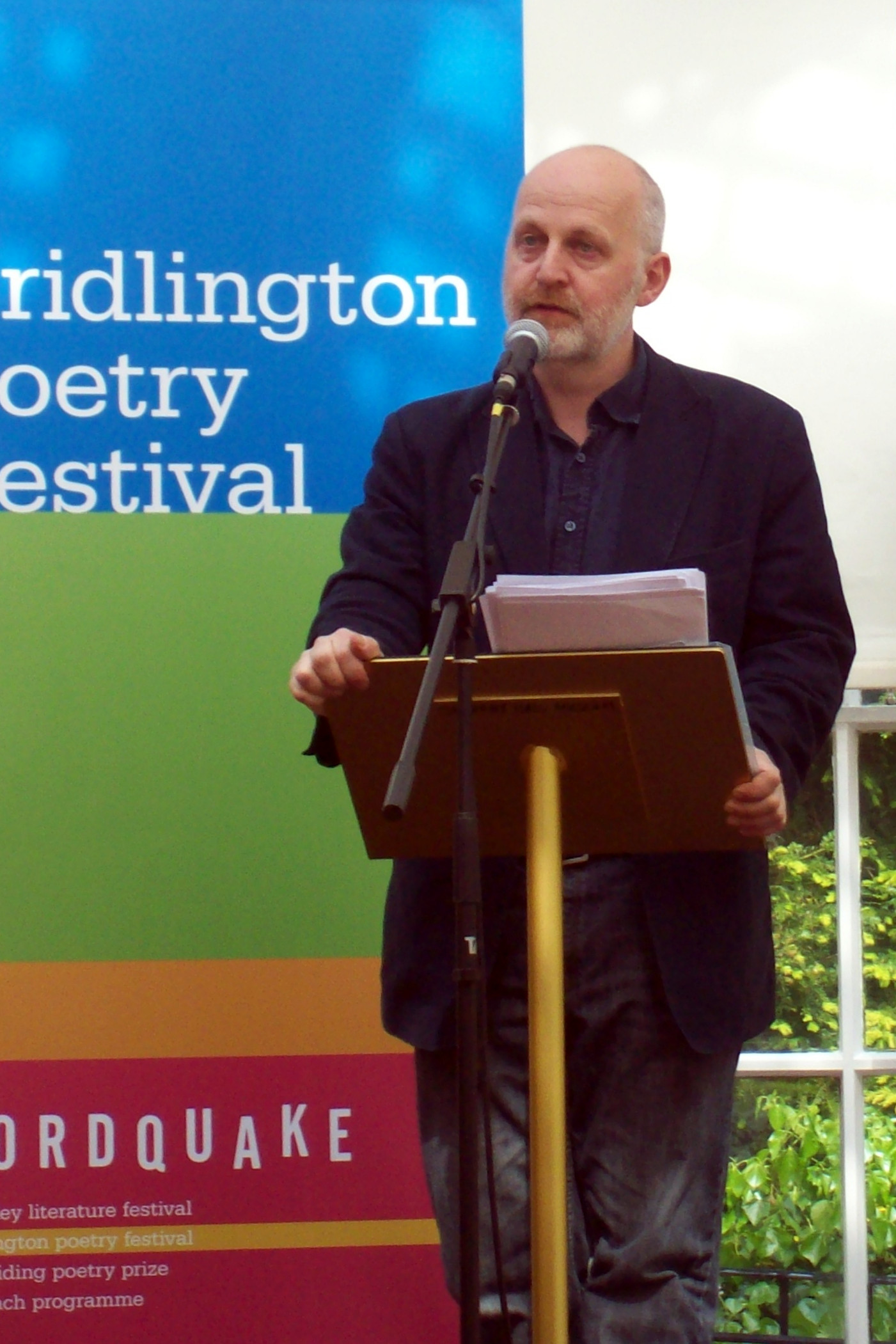
Paterson lê durante o Festival de Poesia de Bridlington, 6 Jun 2013

Don Paterson (Donald Paterson, Dundee, 1963) é um escritor e poeta Escocês, distinguido com um OBE e membro da Royal Society of Literature. Recebeu adicionalmente a Queen’s Gold Medal for Poetry em 2010.
Poeta de renome, ganhou inúmeros prémios a partir de 1990, incluindo o Eric Gregory Award (1990), a Arvon Foundation International Poetry Competition (1993), duas vezes e respetivamente, o Whitbread/Costa Poetry Prize (2003, 2015) e o T S Eliot Prize (1997, 2003). Foi incluído na lista dos 20 poetas selecionados pela "Poetry Society (Association of Poets)" nos Poetas da nova geração de 1994. Em 2002 foi premiado com o "Creative Scotland Award" pelo Scottish Arts Council.
Don Paterson ensina na faculdade de literatura inglesa da Universidade de St. Andrews e é o editor da série de poesia da editora Picador. É também músico  e guitarrista de jazz e lidera o grupo de jazz Lammas, com o saxofonista Tim Garland. Paterson vive em St Andrews, na Escócia.

## Trabalho

### Poesias
- Nil Nil (1993), vencedor do prêmio Forward Poetry de melhor coleção poética
- O presente de Deus para as mulheres (1997)
- Os Olhos (1999), à maneira de Machado
- Mentira Branca (2001)
- Landing Light (2003)
- Orfeu (2006), à maneira de Rilke
- Rain (2009), vencedor do Prêmio de Poesia Avançada (Forward Prize for Best Collection)[7]

### Curador
- 101 Sonetos (1999)
- Last Words (1999), com Jo Shapcott
- Robert Burns, poemas escolhidos por Don Paterson (2001)
- Nova poesia britânica (com Charles Simić ) (2004)
- Lendo os sonetos de Shakespeare (Faber, 2010)

### Dramas
- A Terra dos Bolos (com Gordon McPherson) (2001)
- A'body's Aberdee (2001)

### Rádio (dramas)
- Kailyard Blues (1999)
- Ringing the Changes (1999) com (Jo Shapcott)
- O resumo de Aberdee (2000)
- Os retardatários (2001)

### Aforismos
- O Livro das Sombras (2004)
- O Olho Cego (2007)
- Melhor Pensamento, Pior Pensamento (2008)